# Okręg Villefranche-sur-Saône
Okręg Villefranche-sur-Saône (fr. Arrondissement de Villefranche-sur-Saône) – okręg w południowo-wschodniej Francji. Populacja wynosi 173 tysiące.

## Podział administracyjny
W skład okręgu wchodzą następujące kantony:
- Amplepuis,
- Anse,
- Beaujeu,
- Belleville,
- Gleizé,
- Lamure-sur-Azergues,
- Bois-d'Oingt,
- Monsols,
- Tarare,
- Thizy,
- Villefranche-sur-Saône.